# Paka górska
Paka górska, paka kordylierska (Cuniculus taczanowskii) – gatunek ssaka z rodziny pakowatych występujący wysokich partiach Andów.

## Wygląd
Paki górskie przypominają duże kawie. Średnia masa ciała wynosi 9 kg, długość ciała − do 70 cm. Samice są nieco mniejsze od samców. Sierść jest brązowa, z kilkoma białymi plamami o bokach.

## Tryb życia
Prowadzi nocny tryb życia, dzień spędza w norach. Zamieszkuje tereny leśne, w pobliżu wody, na wysokości 2000–3500 m n.p.m. Są samotnikami, ale ich terytoria znajdują się blisko siebie. Żywią się głównie owocami, czasem jedzą również ziarno. Pożywienie zanoszą do nory w workach policzkowych.

## Rozmnażanie
Zwierzęta są monogamiczne, choć większość czasu spędzają osobno. Samica rodzi dwa mioty rocznie, liczące 1-2 młode. Ciąża trwa ok. 3 miesięcy. Matka karmi młode mlekiem przez 3 miesiące. Zwierzęta osiągają dojrzałość płciową w wieku 1 roku. Nie wiadomo, ile wynosi średnia długość życia na wolności, rekordzista przeżył 12,5 roku.

## Rola w ekosystemie
Jako owocożercy paki górskie pełnią ważną rolę jako roznosiciele nasion wielu górskich roślin.

## Zagrożenia
Paki górskie są łowione przez ludzi dla mięsa i z tego powodu zostały mocno przetrzebione w niektórych miejscach występowania.